# 13. Armee (Rote Armee)
Die 13. Armee (russisch 13-я армия) war im Zweiten Weltkrieg ein Großverband der Roten Armee, der am mittleren Abschnitt der Ostfront eingesetzt wurde. Nach Einsätzen im Raum Minsk und Mogilew bei Kriegsbeginn 1941 wurde die Armee durch deutsche Kräfte nach Jelez zurückgedrängt. Dann beteiligte sich die 13. Armee an der Kursker Schlacht 1943, im Rahmen der Woronesch- und der 1. Ukrainischen Front an der Befreiung der Ukraine (Raum Tschernigow) und 1944 an der Eroberung des Brückenkopfs von Sandomierz. Nach der Teilnahme an der Weichsel-Oder-Operation kämpfte die Armee noch bei der Berliner- und Prager Operation.

## Geschichte

### Vorgänger Formationen (1939/40)
Am 17. September 1939 überquerte die Rote Armee im Zuge des deutschen Überfalls auf Polen die sowjetisch-polnische Grenze und rückte in die heutige westliche Ukraine ein. Das Kommando der Heeresgruppe Odessa wurde dafür in 13. Armee umbenannt und vom 17. bis 28. September
Teil der Ukrainischen Front. Die Armee beteiligte sich aber nicht mehr an Feindseligkeiten. Im Oktober 1939 wurde der neue Militärbezirk Odessa gegründet und die 13. Armee wurde zunächst Teil des Bezirks. Während des sowjetisch-finnischen Krieges wurde am 25. Dezember 1939 eine neue 13. Armee aufgestellt, als Befehlshaber wurde General W. D. Grendal bestimmt. Die Truppen der 13. Armee verstärkten in der zweiten Phase des Krieges die Angriffe der 7. Armee an der Karelischen Landenge im Raum Vuosalmi.
Armeegliederung am 1. März 1940
- 19. Schützenkorps mit 51. und 90. Schützendivision
- 23. Schützenkorps mit 80., 136. und 62. Schützendivision
- 15. Schützenkorps mit 97., 17., 8. und 50. Schützendivision
- 3. Schützenkorps mit 150. und 49. Schützendivision
- selbständige 142. Schützendivision

Per Dekret des Präsidiums des Obersten Sowjets vom 7. April 1940 erhielten 90 Angehörige der 13. Armee den Titel Held der Sowjetunion verliehen. Die 13. Armee wurde nach dem Friedensvertrag mit Finnland wieder aufgelöst.

### 1941
Die 13. Armee wurde auf Anweisung der Stawka vom 24. April 1941 im Westlichen Sondermilitärbezirk neu aufgestellt. Die Aufstellung der neuen Formation begann am 5. Mai 1941 in Mogilew auf dem Territorium des Besonderen westlichen Militärbezirks. Die Zusammensetzung der 13. Armee vor Beginn des Weltkrieges war folgend bestimmt:
- 2. Schützenkorps (Korpskommando wechselt von Minsk nach Bielsk; 49. und 113. Schützendivision)
- 44. Schützenkorps (Korpskommando ab 19. Juni von Dorogobusch nach Minsk verlegt; 64., 108. und 161. Schützendivision)
- 13. mechanisiertes Korps (in Bildung begriffen und am 22. Juni der 10. Armee zugeteilt)

Am 17. Juni traf das Hauptquartier der 13. Armee in Baranowitschi ein, wo sich die Formationen sammelten. Als das deutsche Unternehmen Barbarossa am 22. Juni startete, erhielt die Armee von der übergeordneten Westfront (Armeegeneral Pawlow) den Befehl, in die Region Molodetschno vorzurücken, wo sich dann folgende Formationen versammelten:
- 2. Schützenkorps (Generalmajor A. N. Jermakow, mit 100. und 161. Schützen-Division)
- 44. Schützenkorps (Generalmajor W. A. Juschkewitsch, mit 64. und 108. Schützen-Division)
- 47. Schützenkorps (Generalmajor S. I. Powetkin, mit 55., 121. und 143. Schützen-Division)

Die 13. Armee erhielt den Befehl, die Gegenangriffe der mechanisierten Panzergruppe unter I. W. Boldin im Raum Grodno durch einen Angriff auf Raduń  zu unterstützen. Die Truppen stießen östlich von Lida auf Truppen der deutschen Panzergruppe 3 und wurden gestoppt. Am 25. Juni wurde das Hauptquartier der 13. Armee von deutschen Panzern angegriffen, erlitt schwere Verluste und verlor den Kontakt zu den Truppen. Am 27. Juni verlegte das Hauptquartier nach Minsk und übernahm während der Kesselschlacht von Bialystok die Führung im Einkreisungsgebiet:
- 44. Schützenkorps (General W. A. Juschkewitsch mit 64. und 108. Schützendivision)
- 2. Schützenkorps (General A. N. Jermakow, übernahm die 100. und 161. Schützendivision)
- 20. mechanisiertes Korps (General A. G. Nikitin mit 26. und 38. Panzerdivision, 210. motorisierte Division)

Die Masse der umzingelten 13. Armee räumte Minsk am 28. Juni und zog nach Osten ab. Das Hauptquartier der Armee vereinigte sich dabei mit der 50. Schützendivision. Diese Formation befand sich am Rückzug von Logoisk auf Pleschenitzi, darunter die von Truppen des General Hoth abgedrängten Kadetten der Wilnaer Infanterieschule, Reste der 5. Panzerdivision sowie das 84. NKWD-Regiment. Am 8. Juli erhielt die Armee Befehl, weiter nach Osten zurückzugehen, am selben Tag wurde der Armeekommandant, Generalleutnant P. M. Filatow tödlich verwundet (er starb am 14. Juli in Moskau) und Generalleutnant F. N. Remesow wurde zum neuen Kommandanten ernannt.

#### Armeegliederung am 10. Juli 1941
- 61. Schützenkorps (Generalmajor F. A. Bakunin mit 53., 110. und 172. Schützendivision)
- 45. Schützenkorps (Generalmajor G. J. Magon mit 148. und 187. Schützendivision)
- 20. Schützenkorps (Generalmajor S. I. Jeremin mit 137. und 160. Schützendivision)
- 50. Schützendivision
- 20. Mechanisiertes Korps (Generalmajor N. D. Wedenejew mit 26. und 38. Panzerdivision und 210. motorisierte Division)

Am 10. Juli begann mit der Kesselschlacht bei Smolensk eine neue Angriffsphase der deutschen Panzergruppe 2, bei der die Hauptstreitkräfte der 13. Armee im Raum zwischen Mogilew (61. Schützenkorps und 20. mechanisiertes Korps) und Kritschew (20. Schützenkorps) nochmalig abgeschnitten wurden. Am 12. Juli wurde das Hauptquartier der 13. Armee erneut angegriffen, eine große Anzahl von Stabsoffizieren wurden dabei getötet, Generalleutnant F. N. Remesow wurde schwer verwundet, Generalleutnant W. F. Gerassimenko wurde zum neuen Befehlshaber ernannt. Am 18. Juli wurden die Reste (28. Schützenkorps mit 6., 55. Schützendivision) der 4. Armee (Oberst Sandalow), die zuvor in die Reserve zurückgezogen worden waren, der 13. Armee taktisch unterstellt. Nach der Schaffung der Zentralfront am 24. Juli wurde ihr die 13. Armee unterstellt. Nachdem Mogilew am 27. Juli ohne Genehmigung der Stawka aufgegeben worden war, wurde Generalleutnant Gerassimenko durch Generalmajor K. D. Golubew ersetzt. Anfang August wurde infolge des deutschen Angriffs auf Roslawl die rechte Flanke der 13. Armee aufgerissen, deutsche Truppen drangen nach Roslawl durch. Die 52. Kavallerie-Division und die 21. Gebirgs-Division unter General O. I. Gorodowikow wurde der 13. Armee unterstellt, um die Situation wiederherzustellen.

#### Gliederung am 10. August 1941
- 45. Schützenkorps mit 121., 132., 137., 148. Schützen-Division
- Gruppe Gorodowikow mit 52. Kavalleriedivision und 21. Gebirgs-Division
- 25. Mechanisiertes Korps mit 50. Panzer- und 219. mot. Schützen-Division
- 4. Luftlandekorps

Der deutsche Angriff auf Gomel führte zur Spaltung der Zentralfront, die 13. Armee wurde am 14. August der Brjansker Front unterstellt. Am 28. August brach die deutsche Panzergruppe 2 zur Offensive nach Süden auf und gelangte in den Rücken der sowjetischen Südwestfront.
Armeegliederung am 1. September 1941
- 45. Schützenkorps (6., 155. und 307. Schützendivision)
- 121., 132. und 143. Schützendivision, 52. Kavalleriedivision
- 4. Luftlandekorps
- 50. Panzerdivision, 43. Panzerbataillon

Ein Gegenangriff der Brjansker Front mit der 13. und 21. Armee Mitte September 1941 gegen die Flanke der Panzergruppe 2 in der Roslawl-Nowosybkower Operation (30. August – 12. September 1941) blieb erfolglos. Ende September waren deutsche Verbände im Rahmen der Unternehmen Taifun bereits bis 20 km tief vorgedrungen und hatten die erste Staffel der 3. Armee durchbrochen. Am 1. Oktober durchbrach die Panzergruppe Guderian die zweite Verteidigungsfront der 13. Armee und brach fast 60 km ins Hinterland durch, das deutsche XXIV. motorisierte Korps besetzte bereits Sewsk. Die Frontlücke zwischen der Armee und der Einsatzgruppe von General Jermakow betrug bis zu 30 km. Nachdem die 13. Armee erhebliche Verluste erlitten hatte, verfügte sie am zweiten Tag nicht mehr über ausreichende Abwehrkräfte. Zwar konnte der rechte Flügel, an der von vier Divisionen (155., 6., 132. und 307. Schützendivision) besetzten Front noch halten, war aber vollständig im Kampf. General Gorodnjanski musste die 121. und 55. Schützendivision, die schwere Verluste erlitten hatten, in das Waldgebiet nördlich von Seredina-Buda zurückzuziehen. Er beschloss zudem die noch intakte 307. Schützendivision dorthin zurückzunehmen, um eine Gegenoffensive auf Chutor-Michailowski anzusetzen, was aber schon nicht mehr möglich war. Infolge des deutschen Angriffs wurde die 13. Armee in der Kesselschlacht von Brjansk zusammen mit der 3. Armee vollständig umfasst. Die eingekesselte 13. Armee versuchte noch bis zum 18. Oktober auszubrechen. Die weitergeführte Offensive der Panzergruppe 2 erreichte zwischen 20. und 30. Oktober 1941 den Raum Tula und versuchte Moskau von Süden zu umgehen.

#### Armeegliederung am 4. Oktober 1941
- 6., 121., 132., 143., 148., 155., 298. und 307. Schützen-Division
- 141. Panzerbrigade und 43. Panzerbataillon, 55. Kavalleriedivision
- Gruppe Jermakow mit 108. Panzerdivision, 141. Panzerbrigade, 4. Kavalleriedivision

Nach der Auflösung der Brjansker Front (10. November) wurden die Reste der 13. Armee neu aufgefüllt und Teil der Südwestfront. Ab 11. November führte die Armee Rückzugskämpfe in Richtung Jefremow und zog sich bis zum 5. Dezember auf die Linie südöstlich von Jefremow – östlich von Jelez – Wolowo zurück. Am 4. Dezember ging Jelez an die 134. Infanterie-Division der deutschen 2. Armee verloren. Schon zwei Tage später eröffnete die 13. Armee auf 60 Kilometer Breite die Gegenoffensive und eroberte Jelez zurück.
Mit Beginn der sowjetischen Gegenangriffe im Raum Moskau beteiligte sich die 13. Armee ab 24. Dezember an der Jelezer Operation (6. bis 16. Dezember 1941), trat der 2. Formation der Brjansker Front bei und führte den Angriff in Richtung Orjol fort. Das zugeteilte 5. Kavalleriekorps unter General Wassili D. Krjutschonkin, die 148. und 132. Schützen-Division konnten bis 25. Dezember auch Liwny befreien. Ende 1941 erreichte die Armee die neue Frontlinie Skorodnoje – Kolpny, wo sie bis Mitte 1942 in Defensive überging.

### 1942
Ende Dezember 1941 wurde Generalmajor Puchow von Marschall S. K. Timoschenko und Mitglied des Militärrats N. S. Chruschtschow empfangen und anstelle von General A. M. Gorodnjanski zum neuen Kommandeur der 13. Armee der Brjansker Front bestimmt. Der Generalstabschef A. W. Petruschewski blieb der Armee noch bis Dezember 1943 erhalten. General Puchow begab sich am 3. Januar nach Liwny, wo das Hauptquartier der 13. Armee aufgeschlagen wurde. Bis Juni 1942 konzentrierte die deutsche 2. Armee westlich von Liwny ihre Kräfte gegenüber der 13. Armee und den Nachbarn am linken Flügel (40. Armee), es handelte sich um Teile der 45., 88., 95. und 299. Infanterie-Division sowie Panzerformationen.
Nach Beginn der deutschen Don-Offensive, führte die 13. Armee zusammen mit der 38. Armee während der Woronesch-Woroschilowgrader Operation (28. Juni – 24. Juli 1942) erfolglose Ablenkungsangriffe durch, um die vor Woronesch zum Gegenangriff angesetzte 5. Panzerarmee zu unterstützen. Am linken Flügel der Brjansker Front wurde die Woronescher Front gebildet, die den Auftrag hatte, das Ostufer des Don unter allen Umständen zu verteidigen.

### 1943
Im Frühjahr 1943 nahmen die Truppen der 13. Armee in Zusammenarbeit mit den Truppen der Woronesch-Front an der Woronesch-Kastornoje-Operation (24. Januar – 2. Februar) teil. Am 26. Januar um 8 Uhr morgens leiteten die Mörser- und Artillerieeinheiten den Angriff zwischen den kleinen Flüssen Olym und Kshen ein. Bei Schneesturm und Frost drangen Teile der 13. Armee über den Fluss Tim vor, befreiten am 5. und 7. Februar die Städte Schtschigry und Fatesch und trennten die Eisenbahnlinie zwischen Orel und Kursk ab. Bis Ende Februar erreichte die Armee den Raum Maloarchangelsk, wobei der nördliche Abschnitt des Kursker Frontbogen gebildet wurde.
Die 13. Armee trat zur Zentralfront über und besetzte auf beiden Seiten der Bahnlinie Orjol-Kursk Stellungen mit Front nach Norden mit dem Zentrum am Bahnhof Ponyri. Rechts verteidigten die Formationen der 48. Armee, links die Formationen der 70. Armee. Zwischen April und Juni schuf die 13. Armee, die einen 32 Kilometer breiten Streifen einnahm, eine mächtige Verteidigung mit einer Tiefe von bis dreißig Kilometern. Die deutsche 9. Armee von Generaloberst Model bereitete am nördlichen Frontbogen den Angriff für die Kursker Schlacht 1943 vor. Zwei Tage vor dem Angriff, in der Nacht vom 4. auf den 5. Juli erschien General K. K. Rokossowski, der Befehlshaber der Zentralfront, ins Hauptquartier de 13. Armee, um den Verteidigungszustand zu überprüfen. Folgende Verbände der 13. Armee verteidigten die Linie zwischen Olchowatka über Ponryi nach Maloarchangelsk:
- 17. Garde-Schützenkorps (Generalleutnant Andrei L. Bondarew) mit der 6., 70. und 75. Garde-Schützendivision
- 18. Garde-Schützenkorps (Generalmajor Iwan M. Afonin) mit der 2., 3. und 4. Garde-Luftlandedivision
- 15. Schützenkorps (Generalmajor Iwan I. Ljudnikow) mit der 8. 74. und 148. Schützendivision
- 29. Schützenkorps (Generalmajor A. N. Sljischkin) mit der 15., 81. und 307. Schützendivision
- 4. Artilleriedurchbruchskorps (Generalmajor Nikolai Ignatow) mit der 5., 12. Artilleriedurchbruchsdivision und 5. Gardewerferdivision

Am 15. Juli 1943 starteten die Truppen der Zentralfront den Gegenangriff. Die 13. und 70. Armee überschritten die Linien, die bis zum 5. Juli von den Deutschen eingenommen worden war und stürmte weiter in Richtung auf Kromy vor. Die
Verbände mussten sich an der Beseitigung eines Brückenkopfes beteiligen, den die Deutschen bei Orel gebildet hatten. Die Schützendivisionen der Generale Barinow, Onuprienko, Jelschin, Petruschin, Mischtschenko, Ignatow und Kasarjan erreichten hinter der 2. Panzerarmee die neuen Linien zwischen Nawlja und der Desna. Im Zuge der weiteren Offensive wurde die 13. Armee vom rechten Flügel der Mittelfront auf der linken Flanke umgruppiert und rückte entlang der südlichen Ufer der Desna vor.
In der Tschernigow-Poltawa-Operation (ab 26. August 1943) gelang es der 60. Armee, in die deutsche Verteidigungslinien südlich von Sewsk einzubrechen. Nach dem Einsatz der 65. und 31. Armee gelang es, den Einbruch bis zum 31. August auf 100 Kilometer Breite und 60 Kilometer Tiefe auszudehnen.
Die 13. Armee rückte infolge dieser Offensive im September rasch zum Dnjepr vor und überquerte den Fluss. Am 18. September erreichte die Armee den Desna-Bogen südlich von Tschernigow. Es war unmöglich, Tschernigow sofort zu erobern, ohne die Desna zu überbrücken, wo gegenüber die 57., und 217. Infanterie- und 8. Panzerdivision sowie die ungarische 1. Division sicherten. Die deutsche Führung legte großen Wert auf die Verteidigung von Tschernigow, da die Stadt ein wichtiger Verkehrsknoten war und eine der letzten Bastionen, die östlich des Dnjepr noch gehalten wurde.
Am 18. September, nach Einbruch der Dunkelheit, begann die erste Staffel der 13. Armee, die Desna auf improvisierten Landungsmaterial zu überqueren. Bis zum Morgen des 21. September säuberten Einheiten unter Mischtschenko (148. S.D.) und Sarajew (181. S.D.) sowie dem 28. Schützenkorps (Generalmajor A. N. Netschajew) und Petruschins 129. Panzerbrigade in Zusammenarbeit mit Einheiten der Generäle Below und Malejew, die aus dem Nordosten kamen, die Stadt Tschernigow vom Feind. Der weitere Weg führte die 13. Armee zum Dnjepr, wo bereits als Vorhut die Schützenkorps der Generale Ljudnikow und Bondarjew operierten. In der Nacht zum 22. September wurde der Übergang vollzogen. Mit den erreichten Zugängen nach Pripjat und Tschernobyl wurde die 13. Armee dem Kommandeur der 1. Ukrainischen Front, General Watutin unterstellt. Am 19. November wurde in Zusammenarbeit mit Partisanenabteilungen unter Saburow die Stadt Owrutsch besetzt. Am westlichen Dnjepr begleiteten die Partisanenverbände unter Fedorow und Begma die Armee beim Vormarsch. Am 24. Dezember gingen die Truppen von General Watutin im Raum südwestlich von Kiew in die Offensive. Die 13. Armee schützte bei der Kiewer Offensive die rechte Flanke der 1. Ukrainischen Front.
Ende 1943 wurde der Stabschef der Armee, General A. V. Petruschewski durch General G. K. Malandin ersetzt. Etwas früher erschien als neuer Artilleriekommandant General D. D. Kubejew und ersetzte General Pankow, der bei einem Luftangriff auf die Stadt Korob ums Leben gekommen war. Die Truppen der 13. Armee befreiten zu Jahresende noch Korosten (29. Dezember 1943) und Nowograd-Wolynski (3. Januar 1944).

### 1944
Teile des 77. Schützenkorps unter General N. I. Iwanow, die feindliche Widerstandszentren umgingen und ihren Weg durch das Gehölz von Wolhynien nahmen, befreiten bis 11. Januar Sarny und stießen weiter in Richtung Luzk – Rowno – Zdołbunów vor. In den Wäldern jenseits des Flusses Goryn halfen die Partisanenabteilungen unter Oberst Begma und Medwedew bei der Organisation des Vormarsches. Die Armee erreichte die Linie von Roshischche – Turgovitsa – Schumskoje.
In der Rowno-Luzker Operation wurde der 13. Armee eine wichtige Rolle zugewiesen, 9 Schüzten- und 6 Kavallerie-Divisionen sowie das 25. Panzerkorps wurden dafür angesetzt: Den Hauptschlag sollte das 76. Schützenkorps aus dem Raum Sarny nach Westen führen, das 1. und 6. Garde-Kavalleriekorps hatten eine weitreichende Umfassung durchzuführen und die Städte Luzk und Rowno vom Nordwesten her zu umgehen. Auf der rechten Flanke der 13. Armee hatte das 77. Schützenkorps die Aufgabe, mit der 397. Schützendivision auf Stolin vorzurücken, während die 143. Schützendivision zusammen mit den 76. Schützenkorps den Goryn-Abschnitt überschreiten sollte. Zwischen Rowno und Luzk verteidigte auf gegnerischer Seite die 7. Panzerdivision, die 454. Sicherungs-Division und das SS-Korps und die leichte ungarische 1. Division. Am 1. Februar begannen die Kämpfe auf den Straßen von Rowno, am nächsten Morgen wurde Luzk befreit, und am Abend des 2. Februar wurde Zdołbunów besetzt.
Bis zum 17. März eroberten die Schützendivisionen der Generäle Nechajew, Tscherokmanow, und die Panzer unter Anikuschkin (25. Panzerkorps) und Oberst Puschkarew die Stadt Dubno und drängten die deutsche SS-Polizeigruppe Prützman und Teile der 7. Panzer-Division zurück.
Am 19. März eroberte das 24. Schützenkorps unter General Kirjuchin mit Hilfe der 2. Luftarmee unter Krasowski die Stadt Kremenez. Bei der Annäherung an die Stadt Brody wurden die Städte Tscherwonoarmeisk, Tortschin und Berestechko genommen, der deutsche Widerstand bei Werba gebrochen. Die deutschen Truppen wichen über Pochajew und Podkamień auf Radzivilov zurück. Links davon mussten sich die deutschen Truppen vor der 60. Armee nach Tarnopol zurückziehen.
Am 14. Juli begann mit der Lwiw-Sandomierz-Operation der Durchbruch auf Lemberg, Truppen der 13. Armee durchbrachen die feindlichen Verteidigungsanlagen nördlich und südlich der Stadt Brody. Die Schützenkorps der Generäle Tscherokmanow (27. S.K.), Kirjuchin (24. S.K.) und Puzikow (102. S.K.) umfassten das deutsche XIII. Armeekorps. Die 6. Garde-Schützendivision unter General Onuprienko hatten den westlichen Bug überwunden und am 20. Juli die Stadt Rawa-Ruska besetzt. Im „Kessel von Brody“ befanden sich die deutsche 340. und 361. Infanterie-Division, die territoriale Division des Generalgouverneurs, die Panzergruppe Radowitz und andere feindliche Formationen. Bald befreiten andere Truppen der 1. Ukrainischen Front die Städte Lemberg, Przemyśl und Jaroslau, die deutsche Verteidigung am San brach zusammen.
Die Truppen der 13. Armee konnten mit der 1. Garde-Panzerarmee am 29. Juli einen westlichen Brückenkopf an der Weichsel im Raum Sandomierz bilden. Die 350. Schützen-Division unter Generalmajor Gennadi Wechin überquerte den Fluss und errichtete im Raum nördlich von Baranow einen westlichen Brückenkopf. Der Fluss wurde zwischen Tarnobrzeg und Baranow forciert, worauf die Divisionen unter Onuprienko, Pakratow, Gladkow und Muratow übergingen. Hinter ihnen folgten die Panzer Katukows auf das Westufer des Flusses nach. Der Militäringenieur Kljutschnikow suchte am Ufer nach einer geeigneten Stelle zur Errichtung einer Brücke. Am 30. und 31. Juli überquerte auch die 3. Gardearmee (Generaloberst N. W. Gordow) die Weichsel nördlich von Sandomierz. Am linken Weichselufer wurden weitere Brückenköpfe gewonnen, sodass der Brückenkopf bis Ende August auf 30 km Breite und 25 km Tiefe vergrößert werden konnte. Bis 10. August wurde er auf 60 km an der Front und 50 km in der Tiefe erweitert. Am 14. August gingen die 3. Gardearmee und die 13. Armee in die Offensive und besetzten am folgenden Tag die Stadt Sandomierz. Bei Kolschubow, Grimbow und Tarnobrzeg griffen zahlreiche feindliche Infanteristen und Panzer an, nichts konnte die schnelle Bewegung für die Weichsel aufhalten. Wiederholte Gegenangriffe der deutschen 72. und 88. Infanterie-Division, der 97. und 100. Jägerdivision, der 1., 3., 16., 17. und 23. Panzerdivision wurden mit hohen Verlusten abgeschlagen.

### 1945
Am 12. Januar 1945 starteten die Truppen der 1. Ukrainischen Front in der Sandomierz-Schlesischen Operation (12. Januar – 3. Februar) ihre Offensive aus dem Sandomierzer Brückenkopf, die 13. Armee war dafür folgend gegliedert:
24. Schützenkorps – Generalmajor Dmitri P. Onuprienko
- 147. Schützendivision – Oberst Grigori Dudnik
- 350. Schützendivision – Generalmajor Grigori Wechin

27. Schützenkorps – Generalmajor Filipp M. Tscherokmanow
- 6. Garde-Schützendivision – Oberst Georgi Iwanow
- 112. Schützendivision – Oberst Dmitri Tichonowitsch Schukow
- 280. Schützendivision – Generalmajor Jefim Laschtschenko

102. Schützenkorps – Generalmajor Iwan M. Puzikow
- 172. Schützendivision – Generalmajor Anatoli A. Krasnow
- 121. Schützendivision – Generalmajor Logwin Danilowitsch Tscherwony
- 395. Schützendivision – Oberst Alexei Korusjewitsch

Am 15. Januar wurde die Stadt Kielce durch die Bemühungen der rechts operierenden kombinierten Truppen der Panzerarmee Leljushenko befreit. Am 18. Januar wurde Petrikau besetzt, ab 25. Januar wurde der Brückenkopf bei Steinau jenseits der Oder verstärkt und erweitert. Die Deutschen sprengten die Eisenbahn- und Autobahnbrücke über die Oder bei Steinau, und es war unmöglich, von Osten in die Stadt einzudringen, es gab zusätzlich starke Befestigungen am südlichen und südwestlichen Stadtrand. Bei der Eroberung der Städte Primkenau, Sprottau, Sagan und Forst brach eine ununterbrochene Kette von Kämpfen aus. Der Gefechtsstand verlegte auf Schloss Halbau, als am 16. April während der Cottbus-Potsdamer Operation die Neisse bei Buchholz überschritten wurde und die Verteidigung an der Ostküste aufgenommen wurde. Während dieser Operationen besetzte die 13. Armee am 27. April Wittenberg und in Zusammenarbeit mit anderen Truppen Brandenburg (1. Mai). Anfang Mai 1945 beteiligte sich die 13. Armee an der Prager Operation, wo westlich von Prag General A. A. Wlassow gefangen werden konnte.
Armeegliederung am 1. Mai 1945
- 24. Schützenkorps (117. Garde-, 280. und 395. Schützen-Division)
- 27. Schützenkorps (6. Garde-, 350. und 121. Schützen-Division)
- 102. Schützenkorps (147. und 172. Schützen-Division)

## Führung
Befehlshaber
- Filipp Alexejewitsch Parussinow (September – Oktober 1939)
- General Wladimir Dawidowitsch Grendal (25. Dezember 1939 – März 1940)
- Filipp Alexejewitsch Parussinow (März 1940 – April 1940)
- Generalleutnant Pjotr Michailowitsch Filatow (25. Mai – 8. Juli 1941)
- Generalleutnant Fjodor Nikititsch Remesow (9. – 13. Juli 1941)
- Generalleutnant Wassili Filippowitsch Gerassimenko (13. – 26. Juli 1941)
- Generalmajor Konstantin Dmitrijewitsch Golubjew (26. Juli – 30. August 1941)
- Generalmajor Awksenti Michailowitsch Gorodnjanski (31. August 1941 bis 2. Januar 1942)
- Generalmajor/Generalleutnant Nikolai Pawlowitsch Puchow (3. Januar 1942 – Mai 1945)

Stabschefs
- Oberst Alexander Wassiljewitsch Petruschewski (Mai 1941 – Dezember 1943)
- Generalleutnant German Kapitonowitsch Malandin (20. Dezember 1943 bis 9. Juli 1945)

Mitglieder des Militärrats
- Brigadekommissar Porfiri Sergejewitsch Furtenko (Juni – September 1941)
- Brigadekommissar Generalmajor Markian Alexandrowitsch Koslow (September 1941 – Mai 1945)